# لين يونغ تشينغ
لين يونغ تشينغ (مواليد 24 ديسمبر 1992) هو سبّاح صيني، مثّل بلاده في الألعاب الأولمبية الصيفية 2016.

## روابط خارجية
لين يونغ تشينغ على موقع الاتحاد الدولي للسباحة (الإنجليزية)
- لين يونغ تشينغ على موقع أوليمبيديا (الإنجليزية)
- لين يونغ تشينغ على موقع اللجنة الأولمبية الصينية (الإنجليزية)